# Mozart-Medaille (Mozarteum)
Die Mozart-Medaille ist eine Auszeichnung der Stiftung Mozarteum Salzburg. Sie leitet ihren Namen von dem Komponisten Wolfgang Amadeus Mozart ab. Sie wird seit 1914 auf Antrag und Beschluss des Mozart-Tages, der Generalversammlung der Stiftung, an Persönlichkeiten verliehen, die sich um die Bestrebungen der Internationalen Stiftung Mozarteum hervorragend verdient gemacht haben.
Die im Durchmesser 60 Millimeter große Medaille wurde von dem Medailleur Arnold Hartig (1878–1972) gestaltet. Sie zeigt auf der Vorderseite ein Brustbild von Wolfgang Amadeus Mozart. Die Rückseite weist ein rechteckiges glattes Feld für die Namensgravierung des Geehrten auf. Darunter ist der lateinische Hexameter PRO MERITIS VULTUM MOZARTI SUME LIBENTER („Für (deine) Verdienste das Antlitz von Mozart empfange mit Freude“) angebracht. Oben zieren Rosenbüsche das Namensfeld des Geehrten, darunter Lorbeerzweige. In der Mitte ist klein der Name des Gestalters der Medaille A. Hartig angebracht. Die Medaille gibt es in den drei Ausführungen Gold, Silber, Bronze.
Die Medaille wurde 1914 erstmals an die Sängerin Lilli Lehmann vergeben. Weitere Preisträger waren beispielsweise der Dirigent Nikolaus Harnoncourt (2011) und der Pianist Alfred Brendel (2014). Der Musikwissenschaftler Alfred Einstein lehnte 1949 vor dem Hintergrund seiner durch die Nationalsozialisten erzwungenen Exilierung von 1933 in die Vereinigten Staaten und vor dem Hintergrund der laufenden Entnazifizierungsprozesse von Musikern und Wissenschaftlern die Medaille in der Goldausführung empört ab.

## Laureaten

### Ausführung in Gold
| - Lilli Lehmann, 1914 - Max Ott, 1918 - Hermann Abert, 1927 - Friedrich Gehmacher, 1933 - Hermann Zilcher, 1941 - Ludwig Schiedermair, 1942 - Alfred Einstein, 1949 - Georges de Saint-Foix, 1949 - Bernhard Paumgartner, 1951 - Vienna Philharmonic, 1956 | - Bruno Walter, 1956 - Karl Böhm, 1956 - Josef Bösmüller, 1957 - Friedrich Gehmacher, 1968 - Richard Spängler, 1985 - Sándor Végh, 1991 - Takahide Sakurai, 1995 - Norio Ohga, 1995 - David Woodley Packard, 2002 - Heinz Wiesmüller, 2003 | - Wolfgang Rehm, 2006 - Friedrich Gehmacher jr., 2006 - Nikolaus Harnoncourt, 2011 - András Schiff, 2012 - Miloš Forman, 2013 - Alfred Brendel, 2014 - Mitsuko Uchida, 2015 - Mozarteumorchester Salzburg, 2015 - Marc Minkowski, 2016 |

### Ausführung in Silber
| - Cecil Bernard Oldman, 1950 - Maria Stader, 1956 - Erich Valentin, 1956 - Hans Sittner, 1971 - Edith Mathis, 1976 | - Kurt Neumüller, 1981 - Helmut Eder, 1986 - Peter Schreier, 1975 - Gerhard Wimberger, 1994 | - Riccardo Muti, 1998 - Ulrich Konrad, 1999 - Hans Landesmann, 2002 - Peter Ruzicka, 2006 |

### Ausführung unbekannt
| - Julius Ebenstein, 1957 | - Albert Richard Mohr, 1981 | - Leopold Nowak, 1985 |